# Der Andere (film 1930)
Der Andere è un film del 1930 diretto da Robert Wiene

## Produzione
Le riprese del film, prodotto dalla Terra-Filmkunst, durarono da maggio a giugno 1930.

## Distribuzione
Distribuito dalla Terra-Filmverleih, il film fu presentato al Capitol di Berlino il 12 agosto 1930.
La Tobis Forenfilms lo presentò a New York il 14 gennaio 1932 in versione originale non sottotitolata.